# Epeolus bifasciatus
Epeolus bifasciatus är en biart som beskrevs av Cresson 1864. Epeolus bifasciatus ingår i släktet filtbin, och familjen långtungebin. Inga underarter finns listade i Catalogue of Life.

## Bildgalleri

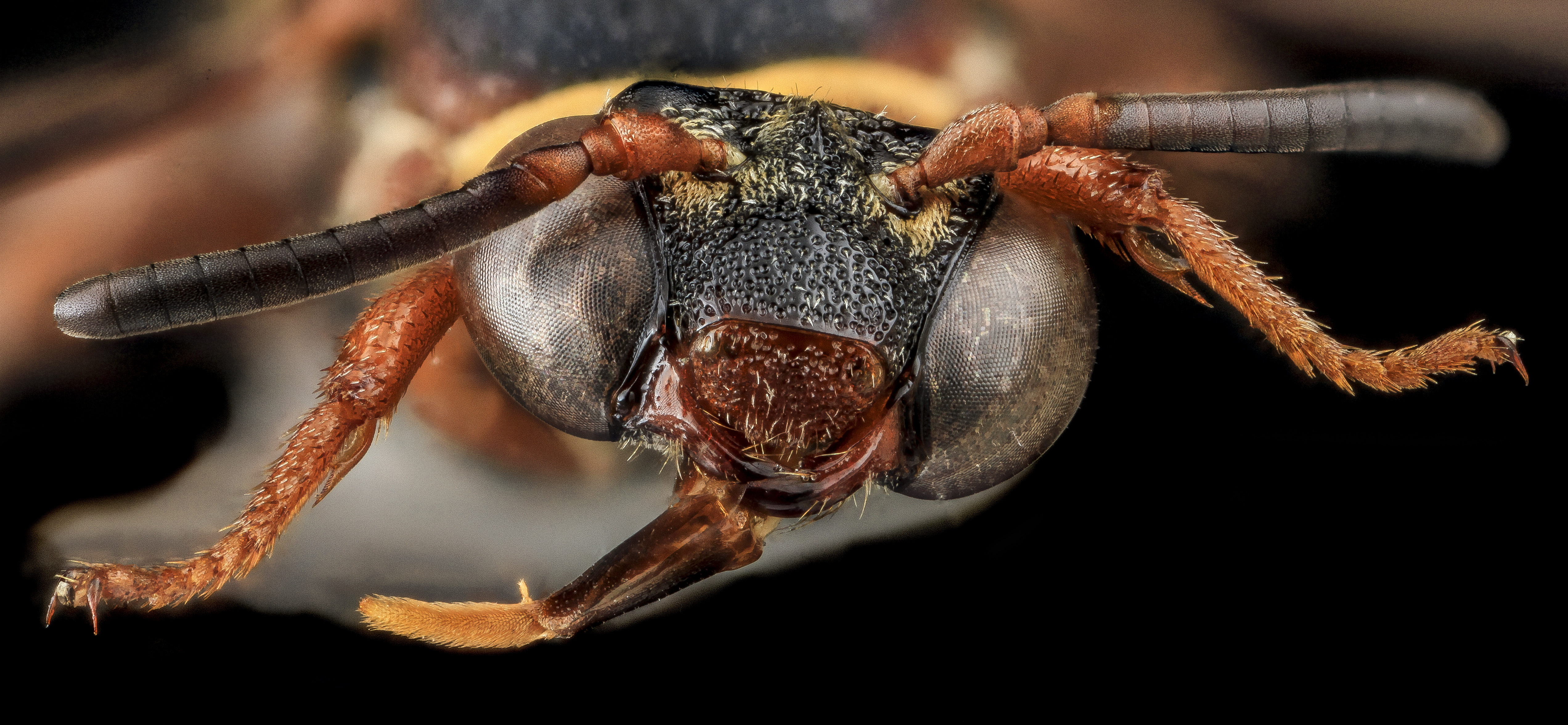
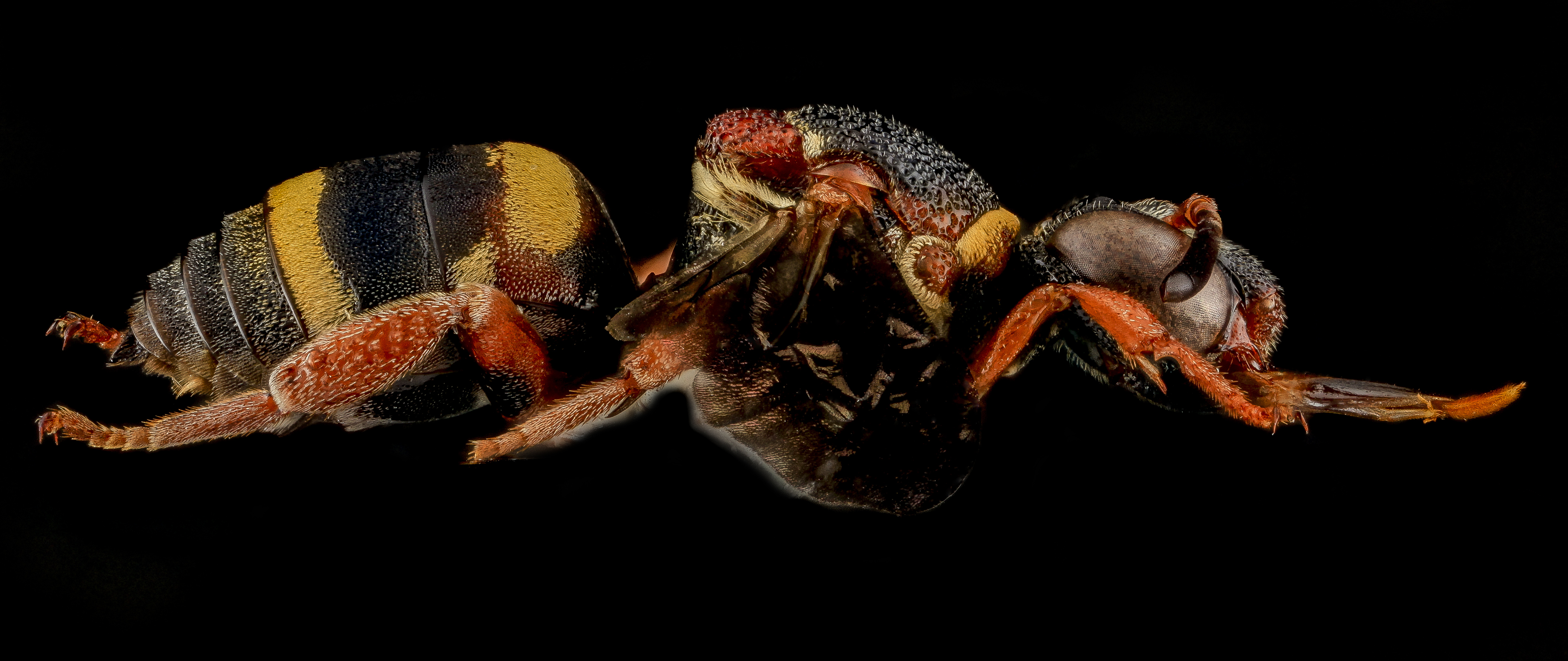